# 江油郡
江油郡，中国南北朝时设置的郡。
北魏魏孝武帝时置江油郡，治所在今四川平武县东南涪江西岸南坝镇北旧州。西魏废帝二年（553年）置龙州及江油县。辖境相当今四川平武县及江油市部分地。下辖平武县、江油县。隋文帝开皇三年（583年）废江油郡。唐玄宗天宝元年（742年）又改龙州为江油郡，下辖清川县、江油县。唐肃宗至德二载（757年）改为应灵郡。次年改为龙州。